# Moritz

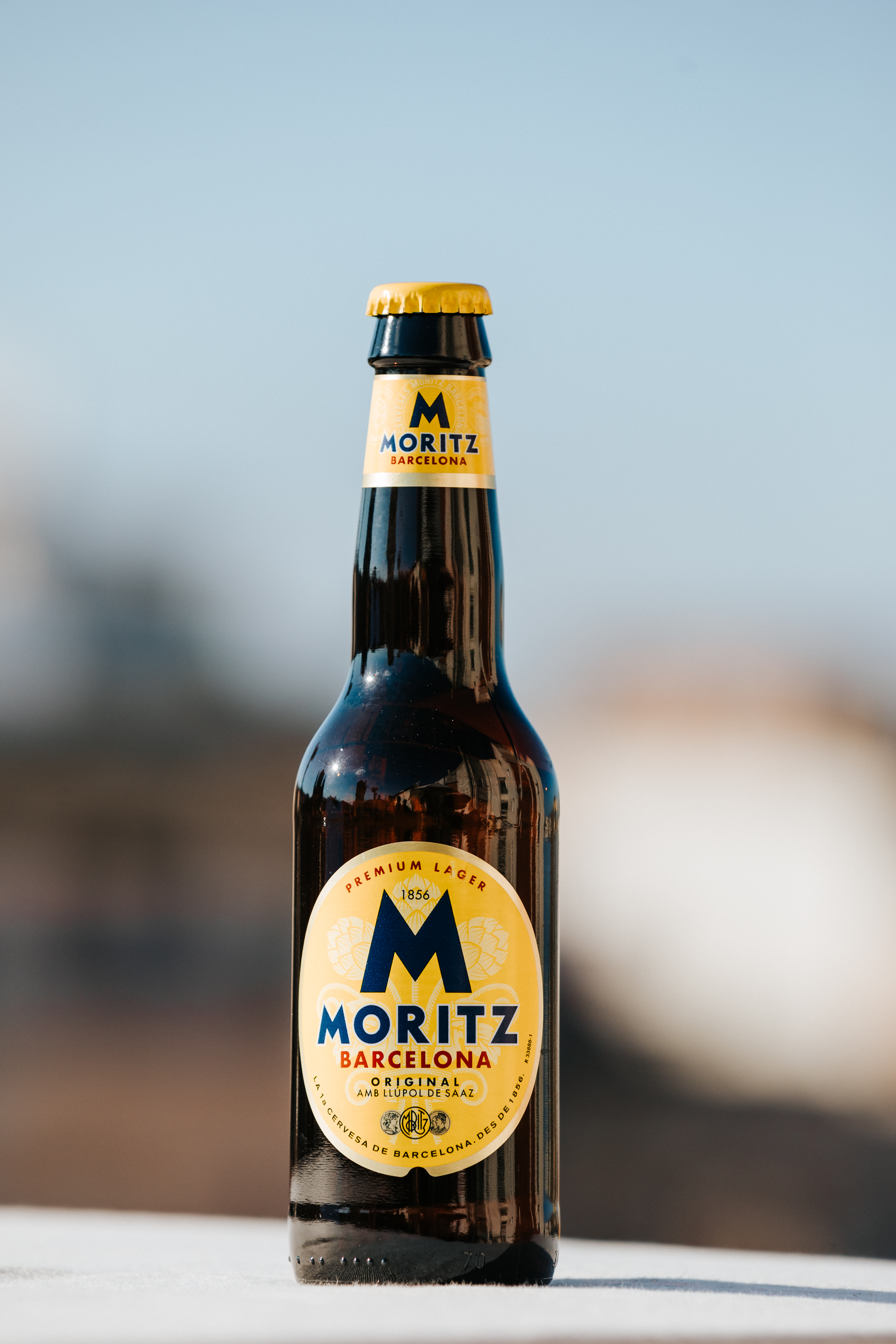

A cerveja Moritz é uma marca de cerveja de Barcelona, fundada pelo Alsaciano Louis Moritz Trautmann em 1856 e relançada em 2004. A produção é feita na cervejaria La Zaragozana em Zaragoza, usando água da fonte Font d'Or no maciço de Montseny, pertencente ao grupo Vichy Catalán.

## História
- 1856 - Fundação da empresa Luis Moritz y Compañía por Louis Moritz.[5]
- 1959 - A empresa Luis Moritz y Compañía compra a fábrica de Juan Maurer.[6]
- 1864 - Inauguração da fabrica localizada na Ronda de San Antonio, em Barcelona.[5]
- 1897 - Inauguração da Cervejaria Moritz, em instalações próximas à cervejaria. O espaço serviu como sede do F. C. Barcelona no início do século 20. Foi lá, em 1910, que seus membros elegeram Joan Gamper presidente pela segunda vez.[6]
- 1920 - Morte do fundador Louis Moritz.[5]
- 1924 - Introdução da  cerveja negra no mercado catalão.[7]
- 1930 - A Moritz atingiu um volume recorde de vendas controlando 34% do mercado total catalão.[8]
- 1936 - A cervejaria Moritz foi nacionalizada durante a Guerra Civil e continuou a produzir cerveja durante o conflito.[6]
- 1962 - A Moritz funde-se com a Lamot e cria a Cervezas Barcelona, SA, para aumentar a produção.[6]
- 1978 - Falência e encerramento da Empresa.[9][5]
- 2004 - Relançamento da Empresa pela quinta e sexta gerações da familia dos fundadores.[6][5]

## Gama de produtos
- Moritz Original, feito com maltes extra-pálidos, utilizando água da fonte Font d'Or do maciço Montseny-Guilleries. É feito com ingredientes 100% naturais, entre os quais se destaca o lúpulo de Saaz (República Tcheca).[10]
- Moritz 7 é uma cerveja premium lager especial de 5,5º e 100% malte. Resulta da combinação de 2 maltes.[11][12]
- Moritz Epidor, uma cerveja extra torrada de fermentação longa fabricada com ingredientes naturais. Com teor alcoólico de 7,2º, é a cerveja mais forte da marca e, embora tenha sido recuperada em 2009, a fórmula original remonta a 1923.
- Moritz 0.0, é uma cerveja não alcoólica de cor clara, é feito inteiramente com água mineral da fonte Font d'Or e perfumado com flores de lúpulo da Saaz.
- Moritz Red IPA, o primeiro Moritz de alta fermentação, Red India Pale Ale.[13]
- Moritz Radler, cerveja Moritz Original à qual é adicionado suco de limão 100% natural.[14]

## Patrimônio
Desde da sua refundação a Moritz recuperou o seguinte patrimônio na cidade de Barcelona, ao qual a empresa esteve associada no passado.

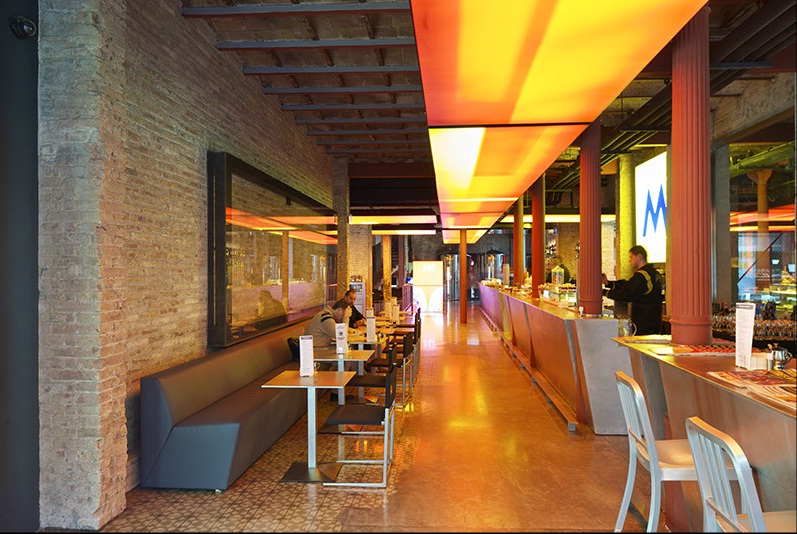

Fàbrica Moritz - aberta em 2011, consiste num complexo de restaurantes localizado na sede histórica da empresa, na Ronda Sant Antoni, em Barcelona. Além de dois restaurantes ((Alkímia e Al Kostat) uma loja (M-Store) e um espaço de vinhos (Bistrot de Vins), abriga também uma micro fábrica de cerveja artesanal.  Em 2019 teve um volume de negócios de 6 milhões de euros.

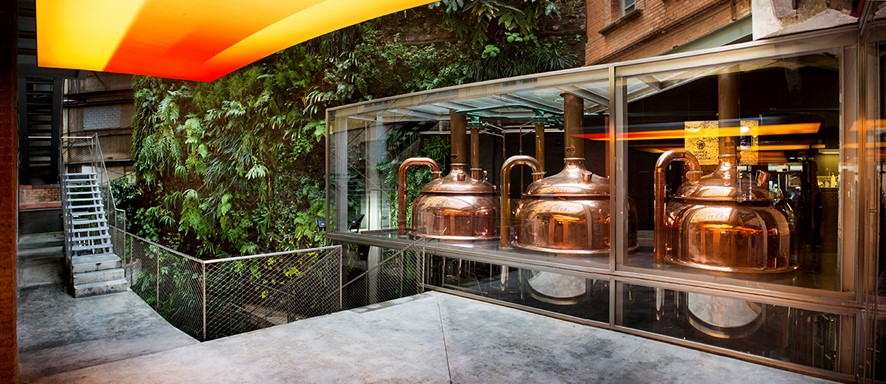

Bar Velódromo - O Bar Velódromo abriu as suas portas pela primeira vez em 1933, tornando-se um ponto de encontro na cidade de Barcelona. Durante as décadas de 80 e 90, tornou-se um movimentado bar de coquetéis até que o filho do proprietário se aposentou em 2000. Nesse ano foi fechado. Foi então que a cervejaria Moritz decidiu comprar este lugar e reabilitá-lo mantendo ao máximo a sua aparência original.

## Nacionalismo Catalão
Desde a sua refundação a nova Moritz sempre se identificou com a cultura e língua Catalã. Isto se deve ao facto do diretor-geral em 2004 ser um apoiante pró independência. Durante os referendos catalães a empresa começou a sofrer boicotes o que levou a saída do diretor-geral Albert Castellón Claramunt. Após a saída de Albert Castellón Claramunt começou a abandonar a anterior estratégia ligada ao independentismo catalão.

## Mercados

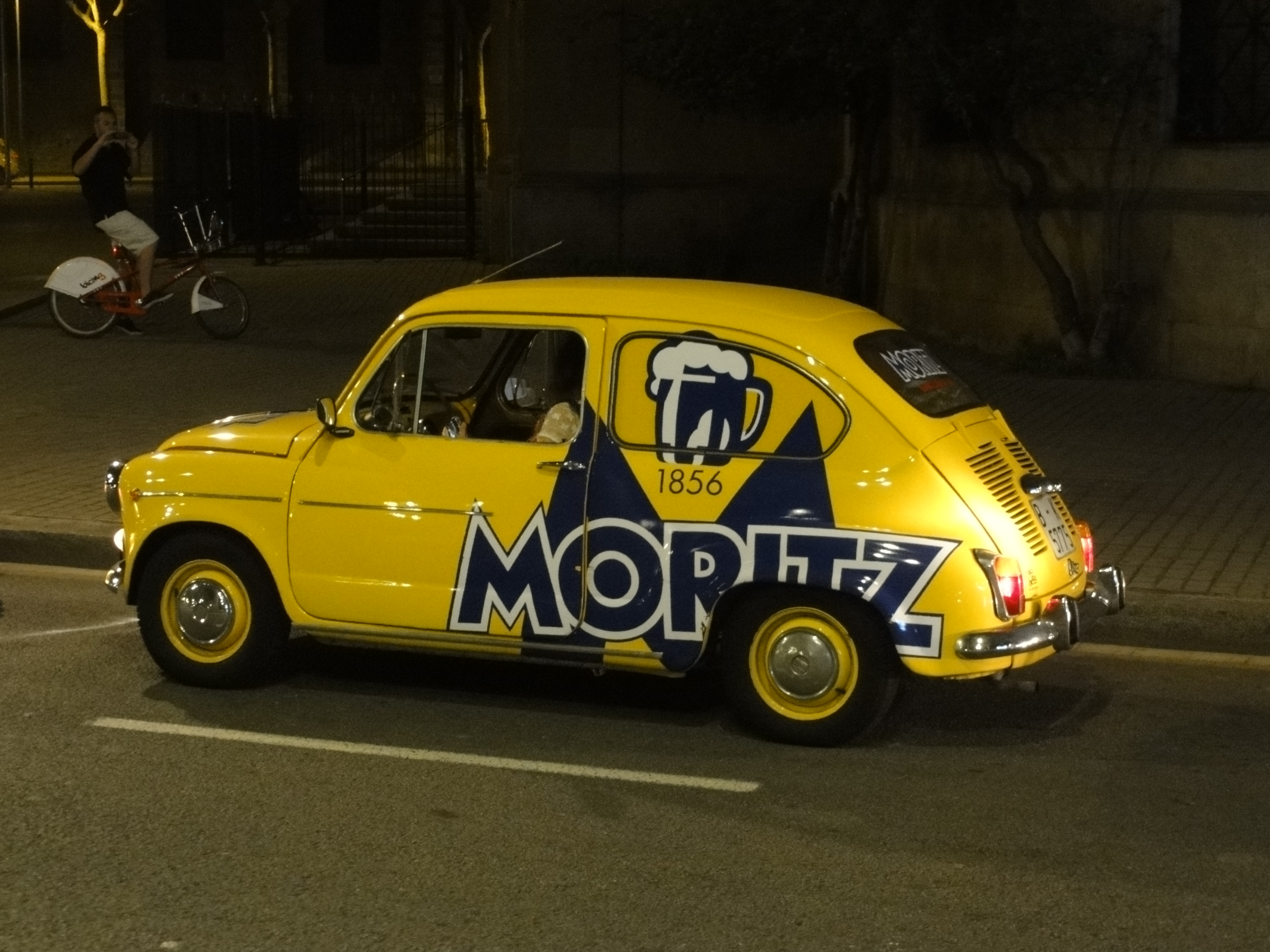

Em 2015 as vendas da marca dividem-se entre 75% no canal HORECA e 25% no canal alimentar. A Catalunha representava 80% das vendas, enquanto as exportações representavam 5%. A marca esta presente na Catalunha, Ilhas Baleares (Maiorca e Menorca), Comunidade Valenciana (Castellón), e Pais Basco. Os principais mercados de exportação são o Reino Unido, França e China,Suécia, Noruega, Dinamarca, Holanda, Alemanha, Áustria, Itália, Andorra, Japão, Austrália, Nova Zelândia, Estados Unidos, Canada, Belgica, Portugal.

### Evolução das vendas
A evolução da marca após o relançamento da mesma, foi a seguinte:
| Ano  | Vendas (em Lt) | Volume Negocio (em Euros) (Negocio Cerveja) | Volume Negocio (em Euros) (Grupo) | nº paises para onde exporta | Nº de empregados | Quota mercado/exportações |
| ---- | -------------- | ------------------------------------------- | --------------------------------- | --------------------------- | ---------------- | --- |
| 2008 | 10.000.000     | 12.000,000                                  | 30.000.000                        |                             |                  | |
| 2009 |                | 12.000.000                                  | 30.000.000                        |                             |                  | |
| 2010 |                | 15.000.000                                  | 36.000.000                        | 17                          |                  | Tinha uma quota de mercado de 10% no canal HORECA em Barcelona, 5% na Catalunha |
| 2011 |                |                                             | 37.000.000                        | 17                          |                  | Tinha uma quota de mercado de 5% na Catalunha |
| 2013 | 12.000.000     | 13.300.000                                  | 45.000.000                        | 23                          |                  | Tinha uma quota de mercado de 10% na área metropolitana Barcelona. As exportações representavam 12% do volume de negócios.                                                                         |
| 2015 | 13.000.000     | 17.800.000                                  | 42.000.000                        | 25                          | 300              | Na Catalunha tinha uma quota de mercado de 2,5% no canal alimentar e 8% no canal HORECA, o que representava 80% das vendas da marca Moritz. As exportações representavam 5% do volume de negócios. |
| 2018 |                | 18.000.000                                  |                                   |                             |                  | |
| 2020 |                | 14.000.000                                  |                                   |                             |                  | |
| 2022 |                | 18.300.000                                  |                                   |                             |                  | |